# طالع نحس
طالع نحس (به انگلیسی: The Omen) یک فیلم ترسناک به کارگردانی ریچارد دانر است که در سال ۱۹۷۶ منتشر شد. از این فیلم به‌عنوان یکی از برترین فیلم‌های ژانر وحشت یاد می‌شود.

## داستان فیلم
طالع نحس، به زندگی یکی از سیاست مداران آمریکایی به نام رابرت تورن می‌پردازد. نوزاد رابرت در بیمارستان می‌میرد و وی به توصیه کشیشی و برای این که همسرش از خبر مرگ فرزندشان دچار کسالت روحی و روانی نشود، سرپرستی نوزاد دیگری را بر عهده می‌گیرد و نام او را دیمین می‌گذارد. با بزرگ شدن دیمین، رفتارهای عجیب او باعث می‌شود مادرش نسبت به سلامت فرزندش شک کند. پرستار او در پنجمین سالگرد تولد دیمین خودکشی و جانش را به عنوان هدیه جشن تولد، به دیمین اهدا می‌کند. «برنان» کشیشی است که دیمین را فرزند شیطان می‌خواند و سعی در برملا کردن هویت واقعی فرزند خوانده رابرت تورن دارد. او بارها سعی می‌کند از خطر فرزند شیطان برای خانواده بگوید، اما موفق نمی‌شود تا این که همسر رابرت بر اثر اتفاق مرموزی می‌میرد و پدر برنان درست پیش‌بینی می‌کند. رابرت که اینک دچار سردرگمی شده‌است، با عکاسی آشنا می‌شود که ادعا می‌کند در موقع ظاهر کردن عکس‌های گرفته شده از او و کشیش برنان به نشانه خاصی برخورد کرده‌است. تورن متقاعد می‌شود فرزند خوانده اش انسان نبوده، بلکه فرزند شیطان است و او باید آن را بُکشد. برای فهمیدن طریقه کشتن دیمین، به بیت لحم اسراییل می‌رود تا چاقوی مخصوص ذبح کردنش را از کشیشی بگیرد. رابرت، دیمین را به کلیسا می‌برد تا به وظیفه اش عمل کند، اما موقع کشتن او، با خواهش‌های پسرش مواجه می‌شود تا از کشتنش صرف نظر کند. با تردید رابرت، پلیس به کلیسا می‌رود و به او شلیک می‌کند و دیمین یا همان شیطان، زنده می‌ماند تا شاید طالع نحس دیگری ساخته شود.

## بازیگران
- گریگوری پک - رابرت تورن
- لی رمیک - کاترین تورن
- دیوید وارنر - کیث جنینگز
- بیلی وایتلا - خانم بیلاک
- هاروی اسپنسر استیونز - دیمین تورن
- پاتریک تروتون - پدر برنان
- مارتین بنسون - پدر اسپیلتو
- لئو مک‌کرن - کارل بوگنهاگن
- رابرت ریه‌تی - راهب
- تامی دوگن - کشیش
- جان استراید - روانپزشک
- آنتونی نیکولز - دکتر بکر
- هالی پالانس - پرستار بچه
- روی بوید - خبرنگار
- فردا داوی - راهبه
- شیلا رینر - خانم هورتون

## نمایش در ایران
این فیلم برای نخستین بار در ایران در «جشنواره جهانی فیلم تهران» به نمایش درآمد. چند هفته بعد از اتمام جشنواره، نمایش عمومی آن در سینماهای پارامونت و شهر قصه در تهران آغاز شد. تماشای این فیلم برای اشخاص کمتر از ۱۸ سال ممنوع اعلام شده بود. به‌علت اعتصاب دوبلورهای حرفه‌ای و باسابقه در آن زمان، برای دوبله این فیلم از دوبلورهای تازه‌کار و بی تجربه استفاده شده بود که حالت سرد و بیروحی به فیلم داده بود ولی بر حسب تصادف این سردی دوبله به‌طرز عجیبی با فضای رعب‌آور و خوفناک فیلم هماهنگی داشت و وحشت و اضطراب آن را به‌مراتب بیشتر کرده بود.
قبل از نمایش فیلم در ایران، کتاب آن به فارسی ترجمه و به صورت پاورقی در مجله هفتگی بانوان چاپ می‌شد.

## بازسازی
در سال ۲۰۰۶ این فیلم با همین عنوان توسط جان مور بازسازی شد و به اکران عمومی درآمد. بازسازی فیلم موفقیت نسخهٔ اصلی را کسب نکرد و با نقدهای منفی روبرو شد.